# Diocesi di Nova Iguaçu
La diocesi di Nova Iguaçu (in latino Dioecesis Neo-Iguassuensis) è una sede della Chiesa cattolica in Brasile suffraganea dell'arcidiocesi di Rio de Janeiro. Nel 2021 contava 1.374.980 battezzati su 1.985.248 abitanti. È retta dal vescovo Gilson Andrade da Silva.

## Territorio
La diocesi comprende 8 comuni nella parte centro-meridionale dello Stato brasiliano di Rio de Janeiro: Nova Iguaçu, Belford Roxo, Japeri, Mesquita, Nilópolis, Paracambi, Queimados e il distretto di Conrado nel comune di Miguel Pereira.
Sede vescovile è la città di Nova Iguaçu, dove si trova la cattedrale di Sant'Antonio di Padova, chiamata popolarmente Matriz de Santo Antonio de Jacutinga.
Il territorio si estende su 995 km² ed è suddiviso in 52 parrocchie, raggruppate in 5 vicariati: Sede, Metropolitano, Sul, Leste, Oeste.

## Storia
La diocesi è stata eretta il 26 marzo 1960 con la bolla Quandoquidem verbis di papa Giovanni XXIII, ricavandone il territorio dalle diocesi di Barra do Piraí (oggi Barra do Piraí-Volta Redonda) e di Petrópolis.
Il 29 novembre 1963, con la lettera apostolica Mutuae quoddam, papa Paolo VI ha proclamato Sant'Antonio di Padova patrono principale della diocesi.
Il 14 marzo e l'11 ottobre 1980 ha ceduto porzioni del suo territorio a vantaggio dell'erezione rispettivamente delle diocesi di Itaguaí e di Duque de Caxias.

## Cronotassi dei vescovi
Si omettono i periodi di sede vacante non superiori ai 2 anni o non storicamente accertati.
- Walmor Battú Wichrowski † (23 aprile 1960 - 31 maggio 1961 nominato vescovo ausiliare di Santa Maria[3])
- Honorato Piazera, S.C.I. † (14 dicembre 1961 - 12 febbraio 1966 nominato vescovo coadiutore di Lages[4])
- Adriano Mandarino Hypólito, O.F.M. † (29 agosto 1966 - 9 novembre 1994 ritirato)
- Werner Franz Siebenbrock, S.V.D. † (9 novembre 1994 - 19 dicembre 2001 nominato vescovo di Governador Valadares)
- Luciano Bergamin, C.R.L. (24 luglio 2002 - 15 maggio 2019 ritirato)
- Gilson Andrade da Silva, succeduto il 15 maggio 2019

## Statistiche
La diocesi nel 2021 su una popolazione di 1.985.248 persone contava 1.374.980 battezzati, corrispondenti al 69,3% del totale.
| anno | popolazione | popolazione | popolazione | presbiteri | presbiteri | presbiteri | presbiteri                | diaconi | religiosi | religiosi | parrocchie |
| anno | battezzati  | totale      | %           | numero     | secolari   | regolari   | battezzati per presbitero | diaconi | uomini    | donne     | parrocchie |
| ---- | ----------- | ----------- | ----------- | ---------- | ---------- | ---------- | ------------------------- | ------- | --------- | --------- | ---------- |
| 1966 | ?           | 1.000.000   | ?           | 63         | 33         | 30         | ?                         |         |           | 110       | 35         |
| 1968 | ?           | 1.200.000   | ?           | 73         | 38         | 35         | ?                         |         | 35        | 104       | 38         |
| 1976 | 1.696.700   | 1.900.000   | 89,3        | 82         | 42         | 40         | 20.691                    |         | 41        | 115       | 59         |
| 1980 | 1.886.000   | 2.113.000   | 89,3        | 87         | 36         | 51         | 21.678                    |         | 74        | 107       | 63         |
| 1990 | 1.458.000   | 1.860.000   | 78,4        | 59         | 24         | 35         | 24.711                    | 1       | 65        | 88        | 46         |
| 1999 | 1.020.000   | 1.700.000   | 60,0        | 73         | 27         | 46         | 13.972                    | 12      | 63        | 78        | 47         |
| 2000 | 1.120.000   | 1.780.000   | 62,9        | 66         | 33         | 33         | 16.969                    | 12      | 53        | 77        | 47         |
| 2001 | 1.260.000   | 1.800.000   | 70,0        | 74         | 33         | 41         | 17.027                    | 12      | 62        | 73        | 48         |
| 2002 | 1.144.390   | 1.907.318   | 60,0        | 110        | 42         | 68         | 10.403                    | 15      | 91        | 77        | 50         |
| 2003 | 1.144.390   | 1.961.302   | 58,3        | 107        | 36         | 71         | 10.695                    | 13      | 94        | 79        | 50         |
| 2004 | 1.023.000   | 1.755.770   | 58,3        | 63         | 34         | 29         | 16.238                    | 16      | 52        | 84        | 50         |
| 2013 | 1.280.000   | 1.889.705   | 67,7        | 85         | 52         | 33         | 15.058                    | 26      | 40        | 75        | 50         |
| 2016 | 1.311.000   | 1.892.701   | 69,3        | 82         | 49         | 33         | 15.987                    | 28      | 39        | 68        | 50         |
| 2019 | 1.364.950   | 1.970.418   | 69,3        | 89         | 53         | 36         | 15.336                    | 29      | 37        | 67        | 52         |
| 2021 | 1.374.980   | 1.985.248   | 69,3        | 81         | 49         | 32         | 16.975                    | 31      | 37        | 65        | 52         |